# جامعة زالتسبورغ

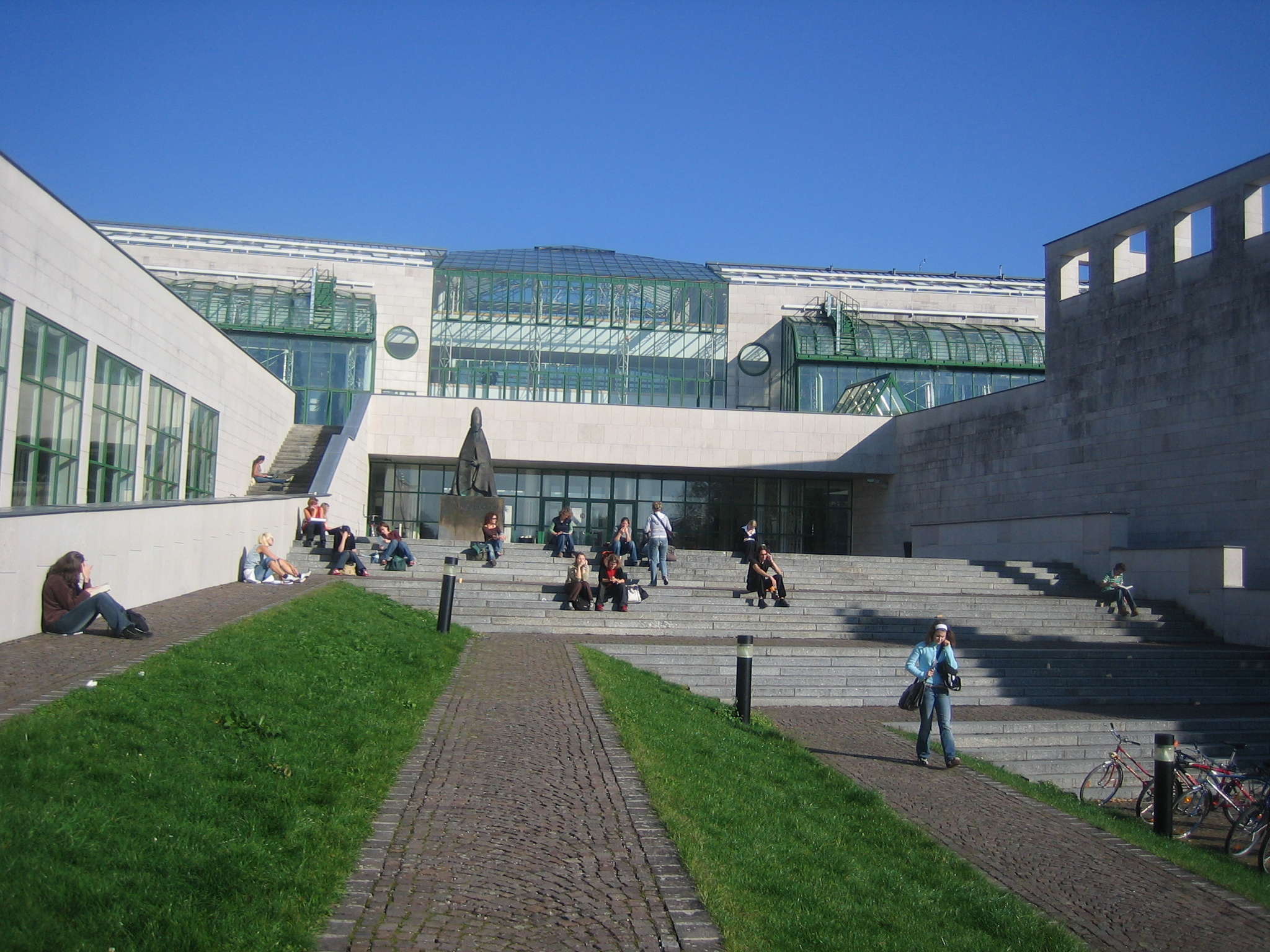
كلية العلوم الطبيعية

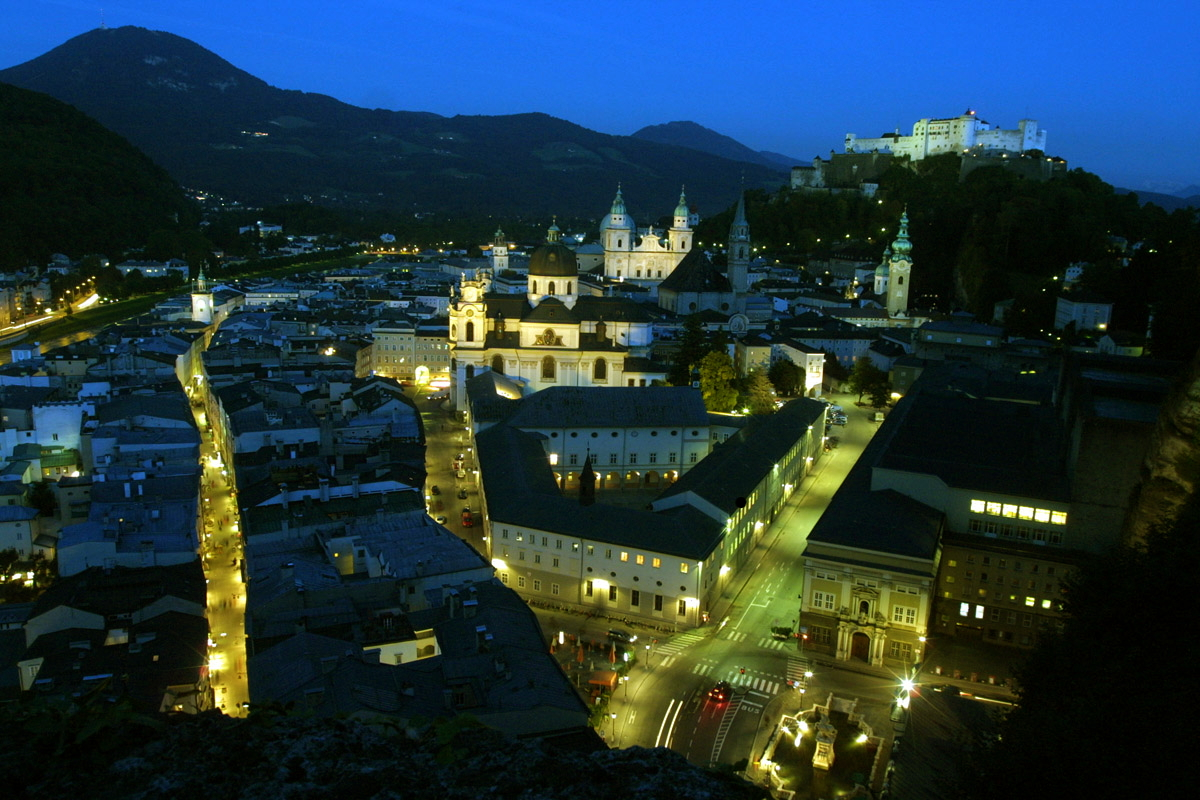
تقع العديد من إدارات الجامعة في مركز المدينة التاريخي

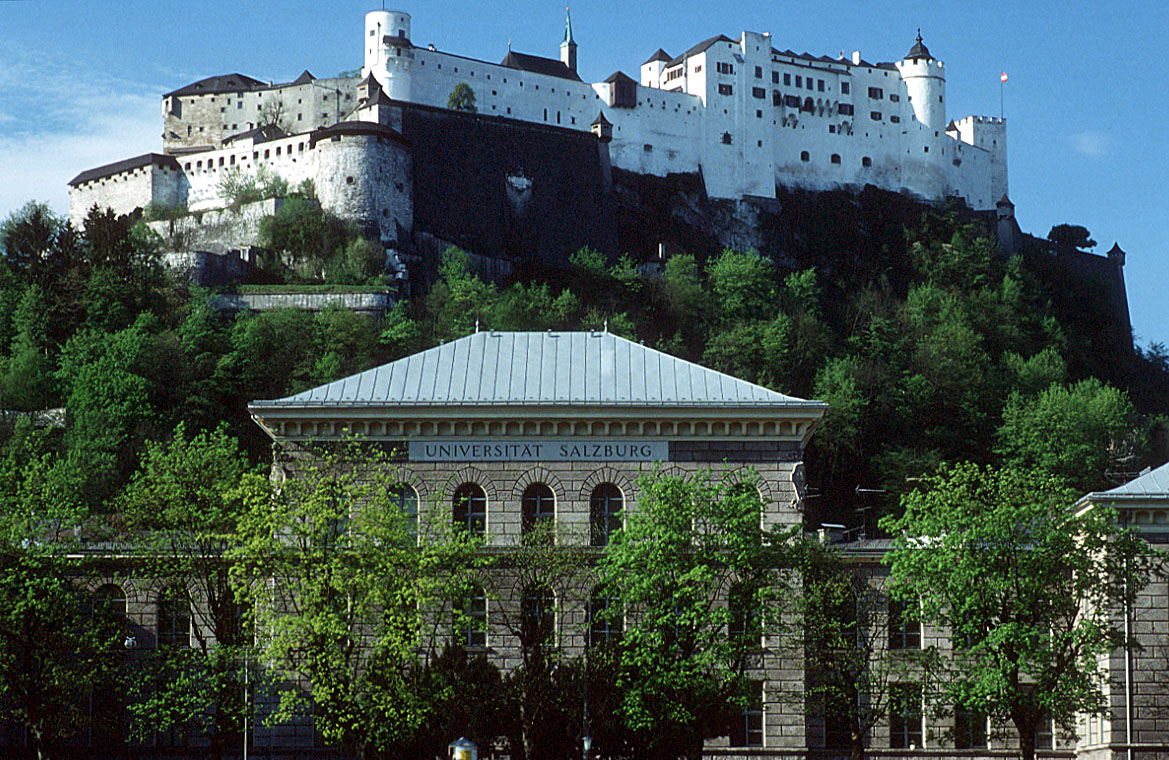
مبنى الجامعة

جامعة سالزبورغ، وتعرف أيضاً باسم جامعة «باريس لودرون» (لغة ألمانية Universität Salzburg) سميت على اسم الأميررئيس الأساقفة باريس لودرون، تقع في مدينة سالزبورغ النمساوية، وتقسم إلى أربع كليات: الإلهيات، والقانون، والإنسانيات والعلوم الطبيعية. تأسست عام 1622 وتضمن حوالي 18,000 طالب و2,800 موظف، وهي أكبر مؤسسة تعليمية في زالتسبورغ (ولاية).

## جامعة باريس لودرون، سالزبورغ
أنشأ الأمير باريس فون لودرون جامعة باريس لودرون، سالزبورغ، عام 1622، وذلك 5 سنوات قبل إنشاء الجمنازيوم والمدرسة الثانوية في المدينة. كانت الجامعة أساساً تابعة لأديرة اتحاد الرهبنة البندكتية لكل من سالزبورغ وسويسرا وبافاريا والنمسا. في سنواتها الأولى، كانت تدرس مناهج الإلهيات والألوهية والفلسفة والقانون والطب
نتيجة للحروب النابليونية، أصبحت الجامعة علمانية في عهد فرديناندو الثالث دوق توسكانا الأكبر وهو شقيقفرانسيس الثاني، وقد أسس فيها كليةً للطب.

## الأصول
بعد أن ضمت بافاريا منطقة سالزبورغ عام 1810، أغلقت الجامعة أبوابها في 24 ديسمبر واستبدلت بـ Lyzeum (وهي أقرب ما يكون لمعهد بوليتكنيك). وكانت لايزيوم تضم كليات للألوهية والفلسفة والطب والجراحة. عام 1816، أصبحت سالزبورغ جزءاًمن الإمبراطورية النمساوية مرة أخرى. فحولت النمسا قسم الألوهية في الجامعة إلى كلية وأغلقت لايزيوم عام 1850.
أعيد تأسيس جامعة سالزبورغ رسمياً عام 1962 وأضيفت كلية لاهوت كاثوليكي كلية فلسفة. استأنفت الدراسة عام 1964 وأضيفت كلية للحقوق في السنة التالية

## جامعة سالزبورغ
عام 1975، وضع قانون اتحادي جديد ينظم جميع الجامعات النمساوية. أنشأت الجامعة أربع أقسام أكاديمية: كلية اللاهوت الكاثوليكي، وكلية الحقوق، وكلية العلوم الإنسانية، وكلية العلوم. ولم يعترف بكلية الطب.
عام 1995، تمت إعادة هيكلة وتنظيم للجامعات النمساوية، أضافت الجامعة تدريجياً برامج أكاديمية جديدة حتى عام 2004، وتقرر عدم إنشاء كلية للطب.

## معرض صور

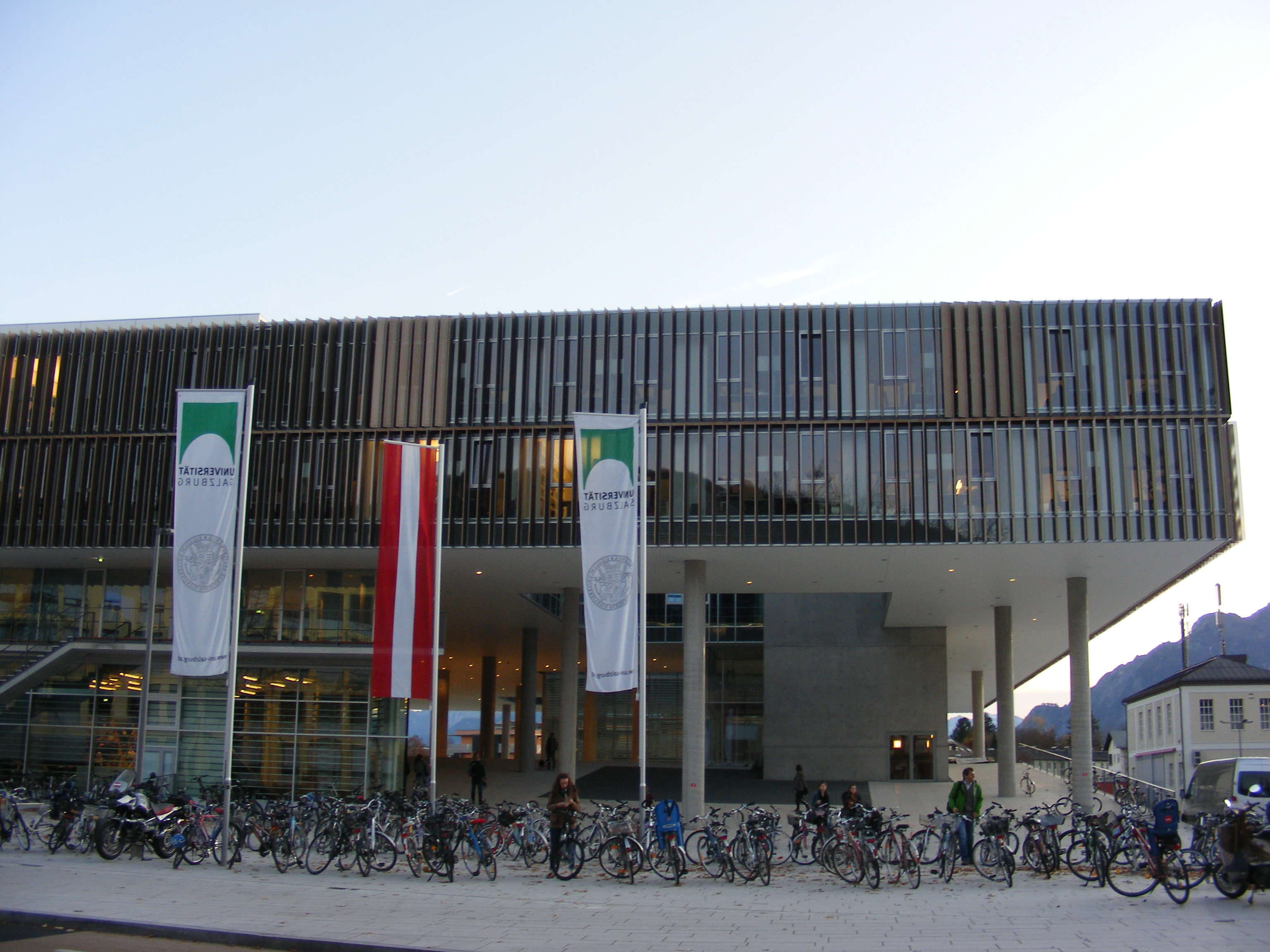
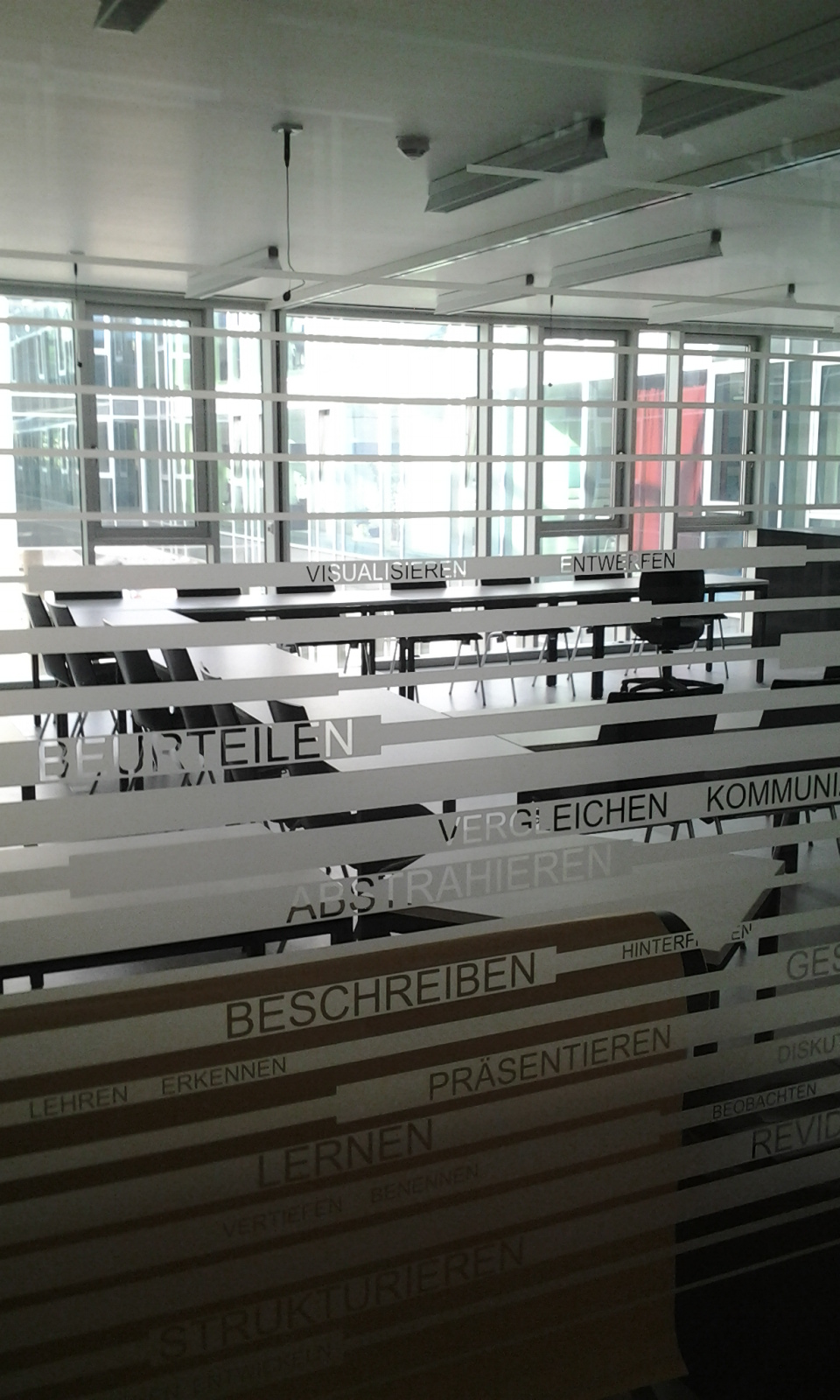
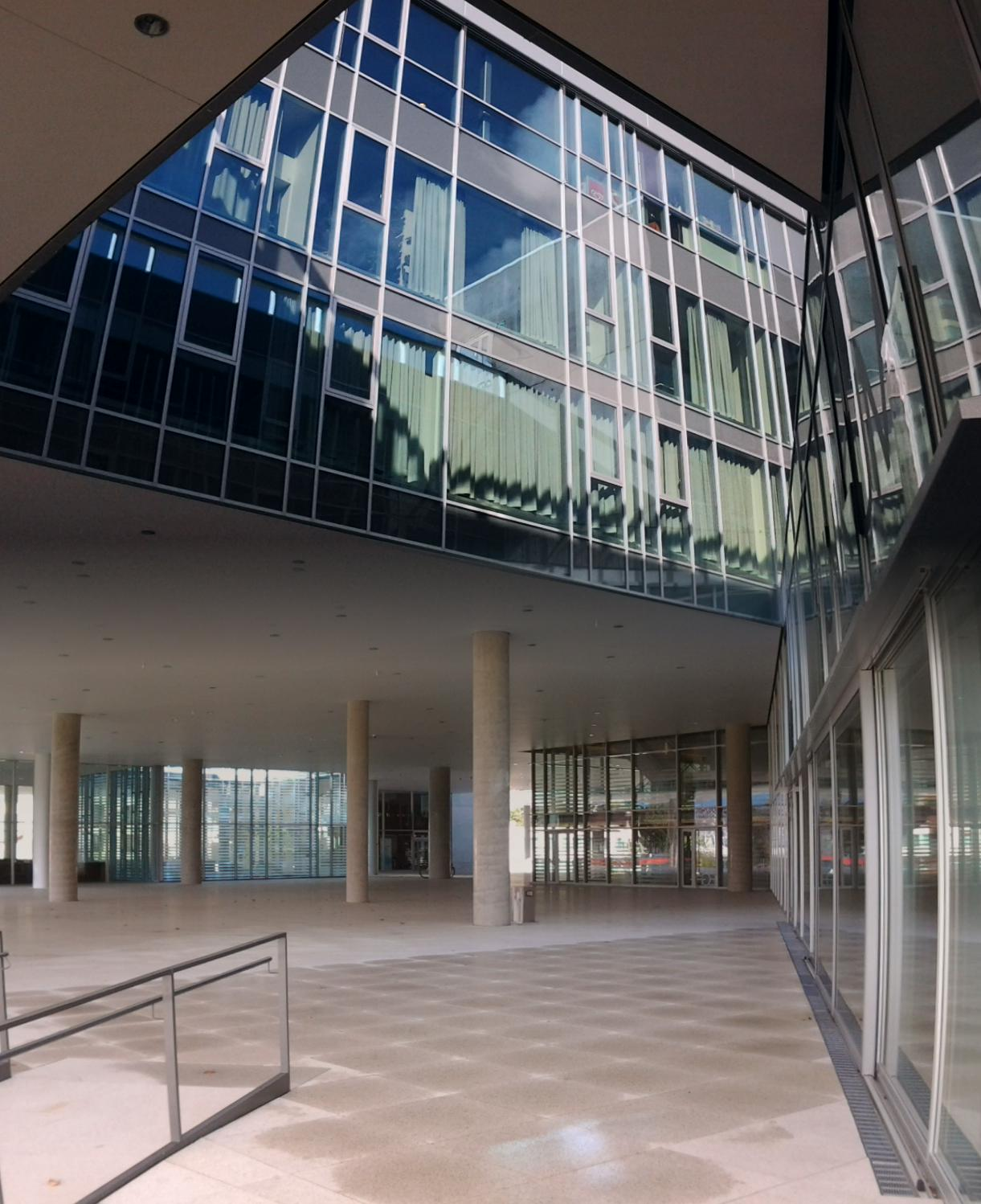
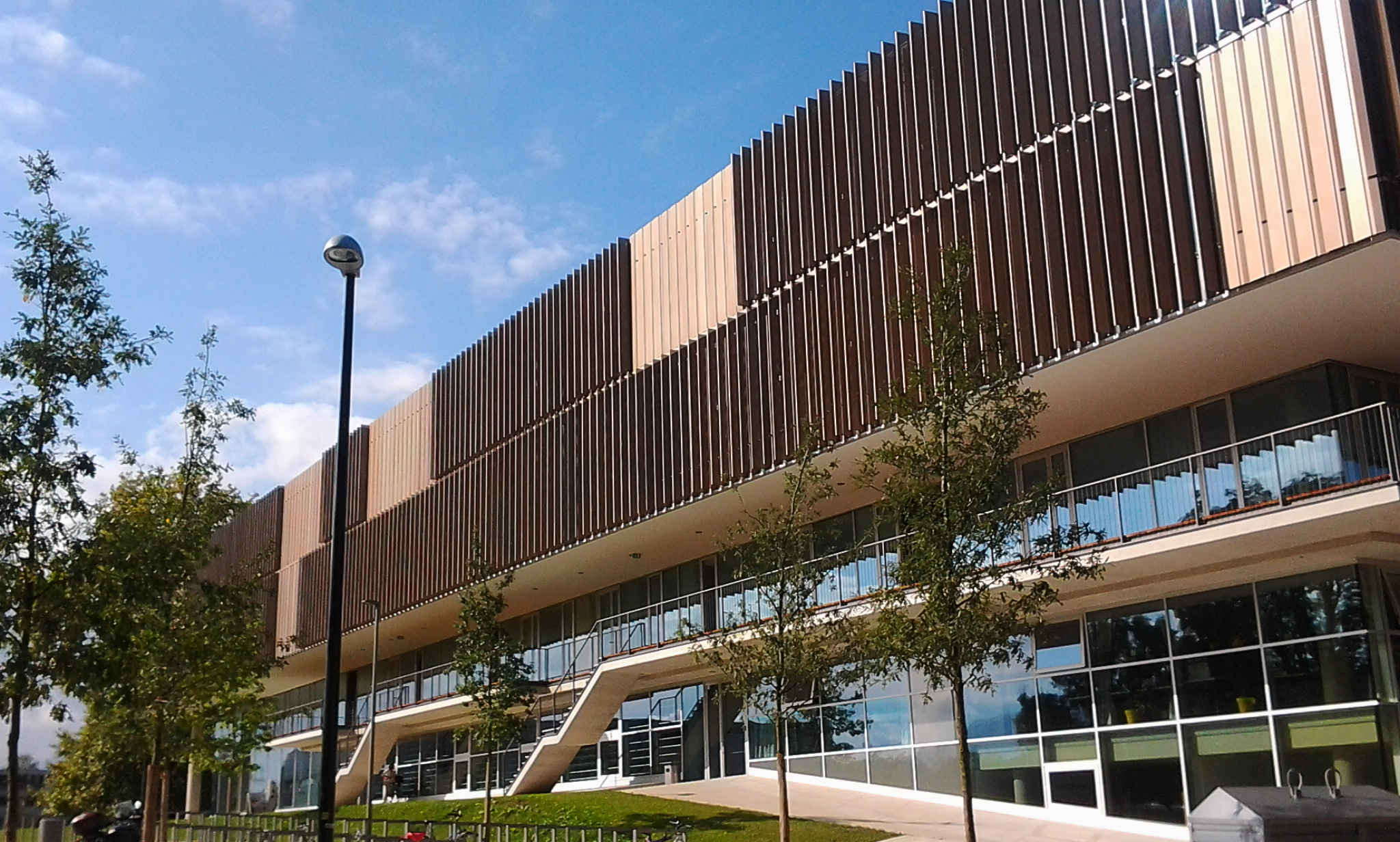